# Hrabstwo Bath (Kentucky)
Hrabstwo Bath (ang. Bath County) – hrabstwo w stanie Kentucky w Stanach Zjednoczonych. Obszar całkowity hrabstwa obejmuje powierzchnię 283,94 mil² (735,4 km²). Według spisu United States Census Bureau w roku 2010 miało 11 591 mieszkańców.
Hrabstwo należy do nielicznych hrabstw w Stanach Zjednoczonych należących do tzw. dry county, czyli hrabstw gdzie decyzją lokalnych władz obowiązuje całkowita prohibicja.
Hrabstwo powstało w 1811 roku.
Na jego terenie znajdują się miejscowości: Owingsville, Salt Lick, Sharpsburg.

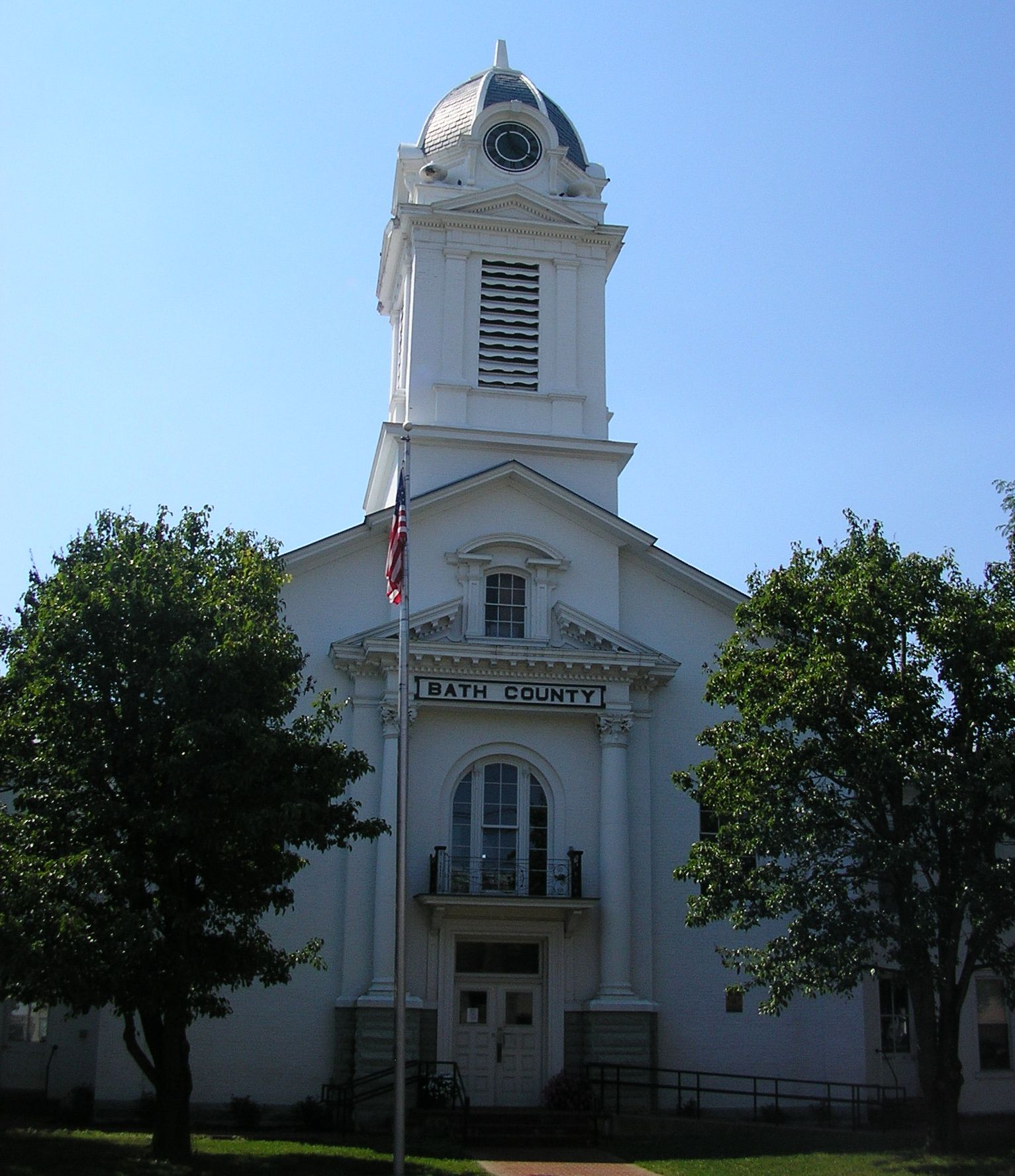
Budynek administracji (courthouse) w Owingsville

| Populacja hrabstwa w poprzednich latach | Populacja hrabstwa w poprzednich latach |
| Rok                                     | Liczba ludności                         |
| --------------------------------------- | --------------------------------------- |
| 1980                                    | 9994                                    |
| 1990                                    | 9692                                    |
| 2000                                    | 11 085                                  |
| 2010                                    | 11 591                                  |